# Prêles
Prêles es una comuna suiza del cantón de Berna, situada en el distrito administrativo del Jura bernés. Limita al norte con las comunas de Diesse y Lamboing, al este con Twann-Tüscherz y Ligerz, al sur con La Neuveville, y al oeste con Lignières (NE) y Nods.
Situada en el distrito de La Neuveville hasta su desaparición el 31 de diciembre de 2009.

## Historia
De 1797 a 1815, Prêles perteneció a Francia, la comuna hacía parte del departamento de Monte Terrible, y a partir de 1800, al departamento del Alto Rin, al cual el departamento de Monte Terrible fue anexado. En 1815, luego del Congreso de Viena, el territorio del antiguo Obispado de Basilea fue atribuido al cantón de Berna. 
Actualmente la comuna hace parte de la región del Jura bernés, la parte francófona del cantón de Berna.

## Turismo
- Turismo pedestre
- Turismo ecuestre
- Esquí nórdico
- Alojamiento
  - Hotel
  - Colonias de vacaciones
  - Aventura sobre la paja

## Transporte
- Funicular a través de los viñedos en dirección de Ligerz (Gléresse).
- Carro postal (bus) hacia La Neuveville.